# Радар Жирафа
Саабов (раније Ericsson Microwave Systems AB) Радар Жирафа је породица копнених и поморских дво- или тродимензионалних Г / Х-опсега (4 GHz до 8 GHz) система за надзор и контролу команди и контроле ваздушне одбране на пасивном електронски скенираном пољу радара базирани на радарима прилагођени за операције са ракетним или топовским системима средњег и кратког домета (Short Range Air Defense (SHORAD)) или за употребу као допуна у широм систему ваздушне одбране. Радар добија своје име по препознатљивом склопивом јарболу који, када је постављен, омогућава радару да види преко оближњих карактеристика терена, као што су дрвеће, проширујући свој ефективни распон у односу на ваздушне мете ниског нивоа. Први системи су произведени 1977. године. До 2007. године пријављено је да је око 450 јединица свих врста достављено.
Војно-технички институт Београд купио је лиценцу за Жирафу 75 и произвео нови модел са неколико модификација. Ознака домаћег модела Србије је М85 "Жирафа" на шасији ФАП 2026.

## Корисници
- Алжир
- Аустралија
- Бразил
- Венецуела
- Црна Гора
- Грчка
- Естонија
- Индија
- Индонезија
- Ирска
- Јужноафричка Република
- Канада
- Летонија
- Литванија
- Малезија
- Норвешка
- Пакистан
- Пољска
- САД
- Србија
- Сингапур
- Словенија
- Тајланд
- Уједињени Арапски Емирати
- Уједињено Краљевство
- Филипини
- Финска
- Француска
- Хрватска
- Шведска